# Тревор Горн
Тревор Чарльз Горн (англ. Trevor Charles Horn, нар. 15 липня 1949) — англійський продюсер і музикант. Його вплив на поп- та електронну музику 1980-х років був таким, що його називають «людиною, яка винайшла вісімдесяті».